# Matthias Schumann (Statistiker)
Matthias Schumann (* 14. Oktober 1851 in Irxleben; † 12. Juni 1896 in Berlin) war ein deutscher Statistiker.

## Leben
Matthias Schumann war der Sohn eines Gutsbesitzers; er blieb zeit seines Lebens unverheiratet.
Er besuchte das Pädagogium des Klosters Unser Lieben Frauen und erhielt später Privatunterricht durch Hauslehrer; nach Beendigung seiner schulischen Ausbildung erhielt er eine landwirtschaftliche Ausbildung.  
Nach einer zweijährigen Beschäftigung sowie nach Ableistung eines Freiwilligendienstes immatrikulierte er sich Ostern 1873 an der Universität Halle und begann eine wissenschaftliche Ausbildung in den landwirtschaftlichen Lehrzweigen. Nach dem Besuch einiger Vorlesungen bei dem Nationalökonomen Johannes Conrad entschied er sich, Staatswissenschaften (Nationalökonomie und Statistik) zu studieren. 
Zum Erwerb seines Doktortitels wechselte er an die Universität Jena und promovierte 1876 mit einer Dissertation über die Mortalitätsverhältnisse zu Halle an der Saale von 1855 bis 1874 zum Dr. phil.; die Erkenntnisse der Dissertation flossen in das Werk Untersuchung des Einflusses von Lebensstellung und Beruf auf die Mortalitätsverhältnisse, auf Grund des statistischen Materials zu Halle a. S. von 1855–1874, das Johannes Conrad 1877 herausgab, mit ein. 
Am 1. Februar 1877 erhielt er auf Johannes Conrads Empfehlung eine Anstellung als wissenschaftlicher Hilfsarbeiter beim Statistischen Büro im Großherzogtum Oldenburg, das von Paul Kollmann geleitet wurde. Er verblieb dort bis 1874 und wurde in dieser Zeit zum Regierungsassessor ernannt. Während seiner Tätigkeit lernte er den Leiter der deutschen Reichsstatistik, Karl Becker, kennen, wenn dieser seine Heimat in Oldenburg aufsuchte und hierbei das Büro besuchte. 
Karl Becker berief ihn, als Nachfolger von Wilhelm Stieda, am 1. Oktober 1884 in das Kaiserliche Statistische Amt nach Berlin; in der Folgezeit wurde er dort zum Geheimen Regierungsrat befördert. Im statistischen Amt war er als Referent für die Bevölkerungs-, Gewerbe- und landwirtschaftliche Statistik zuständig; später kam noch die Statistik der öffentlichen Armenpflege dazu. Er bearbeitete abschließend das von Karl Becker begonnene Werk Stand und Bewegung der Bevölkerung des Deutschen Reiches und fremder Staaten in den Jahren 1841–1886, das 1892 erschien. 
Er beschäftigte sich privat überwiegend mit schwierigen bevölkerungsstatistischen Forschungen und veröffentlichte hierzu verschiedene Schriften, so unter anderem Die Sexualproportion der Geborenen, eine statistische Studie, in der er die Frage behandelte, inwieweit das Geschlecht der geborenen Kinder mit dem Alter der Eltern im Zusammenhang steht. Weitere Veröffentlichungen waren Aufsätze, die in den Jahrbüchern für Nationalökonomie und Statistik von Bruno Hildebrand sowie im Allgemeinem statistischen Archiv von Georg von Mayr erschienen.

## Schriften (Auswahl)
- Ueber die Ermittelung des Ernte-Ertrages im Deutschen Reiche. In: Jahrbücher für Nationalökonomie und Statistik. 1879. S. 474–490 (Digitalisat).
- Die Sexualproportion der Geborenen, eine statistische Studie. Oldenburg, 1883.
- Gewerbe. In: Statistisches Jahrbuch für das Deutsche Reich. Berlin, 1886. S. 35–61 (Digitalisat).
- Zur Technik der Anbau- und Ernte-Statistik und Die inneren Wanderungen in Deutschland. In: Allgemeines statistisches Archiv. 1890. S. 117–134; S. 503–539. (Digitalisat).
- Haushaltungsstatistik. In: Handwörterbuch der Staatswissenschaften, 4. Band. Jena, 1892. S. 414–417 (Digitalisat).
- Heiratsstatistik. In. Handwörterbuch der Staatswissenschaften, 4. Band. Jena, 1892. S. 459–463 (Digitalisat).
- Les impôts et les dettes hypothécaires sur la propriété foncière rustiquedans quelques Etats d'Europe. In: Bulletin de l'Institut international de statistique. Rom, 1894. S. 365–409 (Digitalisat) (Mitwirkung an dem Teil, der Deutschland betraf).